# ناچوو
ناچوو (به بلغاری: Nachevo) یک منطقهٔ مسکونی در بلغارستان است که در استان صوفیه واقع شده‌است.
از سال ۱۸۷۹ شهر صوفیه از میان تمام شهرهای بلغارستان به عنوان پایتخت انتخاب شد. این شهر نیز به نوبه خود بسیار جذاب است. موضوع مهم و جالبی که راجع به این شهر وجود دارد، ارزان تر بودن آن به نسبت دیگر پایتخت های اروپایی است. شهر صوفیه شهری متروپولیسی با جاذبه های گردشگری فراوان است و کافه های دنج و رستوران های توریستی در کنار یکدیگر قرار گرفته اند. با کمی پیاده روی در این شهر می توانید تمام جاذبه های مشهور آن را ببینید. یادتان باشد که غروب خورشید را با منظره کوه ویتوشا از دست ندهید.